# Oberhaide
Oberhaide war ein kleines Dorf zwischen Zeitz im Westen und Meuselwitz im Osten, das in den Jahren 1938 bis 1940 dem Braunkohlebergbau durch den Tagebau Zipsendorf-West zum Opfer gefallen ist. Seine Flur gehört heute zur Ortschaft Rehmsdorf der Gemeinde Elsteraue im Burgenlandkreis (Sachsen-Anhalt).

## Geografische Lage
Oberhaide lag am südwestlichen Rand der Leipziger Tieflandsbucht zwischen Rehmsdorf im Westen und dem heute zum thüringischen Meuselwitz gehörigen Ort Mumsdorf im Osten. Die ehemalige Ortslage befand sich nördlich der heute stillgelegten Bahnstrecke Zeitz–Altenburg. Einige Kilometer südlich der devastierten Ortslage von Oberhaide befindet sich das Restloch Zipsendorf. Oberhaide lag im Westen des Meuselwitz-Altenburger Braunkohlereviers, zwei Kilometer östlich von Rehmsdorf.

## Geschichte
Die Ortsflur von Rehmsdorf, zu dem Oberhaide als Ortsteil gehörte, lag bis 1815 im Amt Zeitz. Dieses stand als Teil des Hochstifts Naumburg-Zeitz seit 1561 unter kursächsischer Hoheit und gehörte zwischen 1656/57 und 1718 zum Sekundogenitur-Fürstentum Sachsen-Zeitz. Durch die Beschlüsse des Wiener Kongresses kam das Gebiet im Jahr 1815 zu Preußen und wurde 1816 dem Kreis Zeitz im
Regierungsbezirk Merseburg der Provinz Sachsen zugeteilt.
Im 19. Jahrhundert erlangte der Braunkohlebergbau östlich von Oberhaide um Wuitz und Mumsdorf große Bedeutung. Die Gegend war der westlichste Ausläufer des Meuselwitz-Altenburger Braunkohlereviers. Zur Erschließung neuer Absatzmärkte wurde 1872 die Bahnstrecke Zeitz–Altenburg eröffnet, an der die von Oberhaide gut erreichbaren Bahnhöfe Rehmsdorf und Wuitz-Mumsdorf entstanden. Seit 1901 zweigte vom Bahnhof Wuitz-Mumsdorf die Bahnstrecke nach Gera-Pforten ab. Die Firma Vering & Waechter erbaute im Jahr 1901 südlich von Oberhaide an der Bahnlinie Zeitz-Altenburg die Brikettfabrik „Leonhard I“. Sie war bis 1968 in Betrieb. Aufgrund der günstigen Ablagerungverhältnisse südöstlich von Oberhaide ging man im Jahr 1909 zum Tagebaubetrieb über. Südlich von Oberhaide und der Bahnstrecke Zeitz-Altenburg waren dies zunächst die kleineren Tagebaue Leonhard I (1909–1919) und Leonhard II (1918–1926).
Das Ende von Oberhaide wurde mit dem 1938 aufgeschlossenen „Tagebau Zipsendorf-West“ (Leonhard III) eingeleitet, der bis 1952 das Areal nördlich der Bahnlinie Zeitz-Altenburg zwischen Rehmsdorf im Westen und Mumsdorf im Osten abbaggerte. Der in dem Gebiet liegende und zu Rehmsdorf gehörende Weiler Oberhaide wurde 1938 ausgesiedelt und um 1940 überbaggert. Die meisten der 30 Einwohner zogen nach Wuitz um, welches zwischen 1954 und 1956 jedoch das gleiche Schicksal durch den Tagebau Zipsendorf-Süd traf. Mit der Bildung der Gemeinde Elsteraue gehört die Flur von Oberhaide seit dem 1. Juli 2003 zur Ortschaft Rehmsdorf der Gemeinde Elsteraue im Burgenlandkreis.

## Verkehr
Der Bahnhof Wuitz-Mumsdorf lag einige Kilometer südöstlich von Oberhaide an der Bahnstrecke Zeitz–Altenburg und der Bahnstrecke Gera-Pforten–Wuitz-Mumsdorf. Der Bahnhof Rehmsdorf lag ebenfalls an der Bahnstrecke Zeitz–Altenburg.